# 55. вечити дерби у фудбалу
55. вечити дерби у фудбалу је фудбалска утакмица одиграна у Београду 27. октобра 1974. године, између Црвене звезде и Партизана. Утакмица се завршила резултатом 3 : 1 (2 : 0) за Црвену звезду.